# اتحاد بائعات الأطعمة والمشروبات (السودان)

## تأسيس الإتحاد
سجل اتحاد بائعات الأطعمة الشعبية والمشروبات في العام 2013 ويضم 14 جمعية، وتبلغ عضوية كل جمعية أكثر من 500 عضو، ويهدف الاتحاد إلى إيقاف الحملات ضد البائعات وتحقيق العيش الكريم للمرأة، بجانب سعي ترقية المرأة وتطويرها لتحصل على مهن إنتاجية أخرى، وحمايتها من خلال مراجعة قوانين النظام العام والأحوال الشخصية.

## تكريم الإتحاد
وتم تكريم  الأمينة العامة رئيسة الاتحاد عوضية كوكو ضمن أشجع 10 نساء في العالم في الأول من أبريل 2016، من وزارة الخارجية الأمريكية وكان وزير الخارجية الأمريكي جون كيري قد سلم عوضية جائزتها بواشنطون. وقال اتحاد  بائعات الأطعمة والمشروبات إن تكريم الخارجية الأمريكية لرئيسة الاتحاد، لأنها ناضلت من أجل حماية البائعات من كشات المحلية من خلال تأسيسها للإتحاد التعاوني المتعدد الأغراض بجانب مساعدتها لعدد 268 مواطناً ومواطنة من بينهم (59) مواطناً ساعدتهم في تمليكهم (ركشات) بعد أن قامت بتقديم ضمانات لهم مما أدى إلى دخولها السجن (4) سنوات بسبب ذلك
وقالت رئيسة الاتحاد التعاوني النسوي لبائعات الأطعمة والمشروبات  عوضية كوكو  ان بائعات الشاي عانين بسبب الحملات المستمرة التي تنظمها سلطات النظام السابق، بجانب فرض الغرامات، وحظر العمل في شارع النيل والساحة والخضراء والميناء البري. واشتكت عوضية محمود كوكو، من تطبيق قانون مخالفات الأراضي على بائعات الشاي، وقالت أن الغرامات التي تتم جبايتها شهرياً من بائعات الشاي في الخرطوم تتجاوز 300 مليون جنيها بواقع 1000جنيه شهريا بدون إيصال إلكتروني. وأوضحت أن بائعات الشاي اللائي أوقفتهن السلطات من العمل يعشن أوضاع اقتصادية صعبة من أجل تغطية مصروفات أبنائهن وتعليمهم.

## في ساحة الاعتصام
وشارك الاتحاد بعضواته في ساحة الاعتصام أثناء حراك الثورة السودانية من خلال بيع الأطعمة والمشروبات والإطار الجماعي للمجموعات داخل ساحة الاعتصام وعند فض الاعتصام أعلن الاتحاد التعاوني النسوي للنساء بائعات الأطعمة والمشروبات في الخرطوم، عن عثوره على جثة إحدى عضواته بائعة الشاي بميدان الاعتصام (آمال قوس) طافحة في النيل بعد أن كانت ضمن المفقودين عقب مذبحة فض الإعتصام في 3 يونيو 2019.
وقال الاتحاد في بيان له صدر في 24 يونيو 2019، أن القوات التي فضت الاعتصام اعتدت على بائعات الشاي والأطعمة وتعرضت بعضهن للعنف الجسدي والاغتصاب، بجانب الاعتداء الذي طال الأطفال والبنات اللائي يأتين بصحبة أمهاتهن لمساعدتهن في العمل.
وقال الاتحاد إن أكثر من 5 آلاف بائعة شاي وأطعمة تعرضن للضرر والانتهاكات والعنف الجنسي وفقدن جميع ممتلكاتهن (النقود، الهواتف النقالة، أواني العمل من حيث وصلت جملة الخسائر وفق تقديرات إلى أكثر من مليار جنيه سوداني، إضافة إلى فقدان 6 من النساء بائعات الشاي دون أثر منذ الثالث من يونيو.